# Sarah Brightman
Sarah Brightman (Berkhamstead, 1960. augusztus 14. –) angol énekesnő. Gyerekkorától kezdve készült a show világába. A '70-es évek végén diszkólemezeivel vált népszerűvé a műfaj kedvelői körében. A '80-as években musicalekben lépett fel nagy sikerrel. A '90-es évektől szólistaként dolgozik, s változatlanul a világ egyik legkedveltebb előadóművészének számít. A '80-as években akkori férjével, Andrew Lloyd Webberrel járt Magyarországon. 2004. szeptember 8-án koncertet adott a Papp László Budapest Sportarénában.

## Pályafutása

### A kezdetek
Sarah hároméves korában már tánc- és balettórákra járt, kilencévesen pedig klasszikus énekből vett leckéket. 1973-ban debütált a világot jelentő deszkákon: a londoni Piccadilly Theatre I and Albert című előadásain Viktória királynő egyik lányát, Vickit játszotta. 1976-ban csatlakozott a Pan’s People nevű tánccsoporthoz. 18 éves korában átment Arlene Philips táncegyütteséhez, a Hot Gossiphoz, s velük készítette el első kislemezét.

### Űrhajósok, szerelemlovagok,ufók
Sarah debütáló kislemeze, az I Lost My Heart to a Starship Trooper az akkoriban divatos space-disco jegyében készült. Angliában a dal bekerült a Top 10-be. (A slágert 1997-ben Paul Verhoeven Csillagközi invázió című filmjének premierjéhez kapcsolódva a UCF együttes feldolgozta, s felhasználták Sarah énekének egyes részeit is.) A folytatás már Sarah Brightman and the Starship Troopers néven jelent meg 1979-ben: The Adventures of the Love Crusader. Még ugyanabban az évben került piacra a Love In A UFO című kislemez is. Sarah 1979-ben feleségül ment a Tangerine Dream együttes produceréhez, Andrew Graham-Stewarthoz.

### A zenés színpadok sztárja
1980-ban Sarah elment egy meghallgatásra, ahol Andrew Lloyd Webber új musicalje, a Macskák (Cats) számára válogattak szereplőket. Tehetsége meggyőzte az illetékeseket, s megkapta Jemima szerepét. A premierre 1981. május 11-én került sor a New London Theatre-ben. 1983-as kislemeze, a Him B oldalán Sarah a Macskák nagy slágerét, a Memoryt énekli. Ugyanebben az évben elvált férjétől, majd nem sokkal később hozzáment Lloyd Webberhez. Színpadi karrierje tovább folytatódott. 1984-ben a Song and Dance előadásain Emma szerepét játszotta, a következő évben pedig a Requiem előadásában vett részt. (Mindkét mű zeneszerzője Lloyd Webber.) Utóbbiért az énekesnőt Grammy-díjra jelölték. 1985-ben újabb szerepben láthatta a közönség: Valencienne-t alakította Lehár Ferenc A víg özvegy (The Merry Vidow) című klasszikusában. Férje kifejezetten az ő számára írta Christine szerepét Az operaház fantomja (The Phantom of the Opera) című új musicaljében, mely 1986 októberében került színpadra, két évvel később pedig a Broadway-n is előadták. Érdekesség, hogy a Gaston Leroux-regény két évvel korábbi, Ken Hill-féle változatában már felajánlották Christine szerepét Sarah-nak, de az énekesnő egyéb elfoglaltságai miatt elutasította azt a felkérést.
1988-ban jelent meg a The Trees They Grow So High (Early One Morning) című CD, melyen az énekesnő Benjamin Britten dalait énekli. A következő évben került piacra Sarah második szólóalbuma, a The Songs That Got Away, amelyen a színpadi szerepeiből ismert dalokat adja elő. 1990-ben jelent meg harmadik szólólemeze. Ekkor került sor egy újabb színpadi szereplésére is, ezúttal az Aspects Of Love-ban, megint egy Lloyd Webber-műben: Rose szerepét Sarah a darab londoni és New York-i előadásain is eljátszotta. Ugyanebben az évben elvált Andrew Lloyd Webbertől, de barátok maradtak.

### Szólókarrier

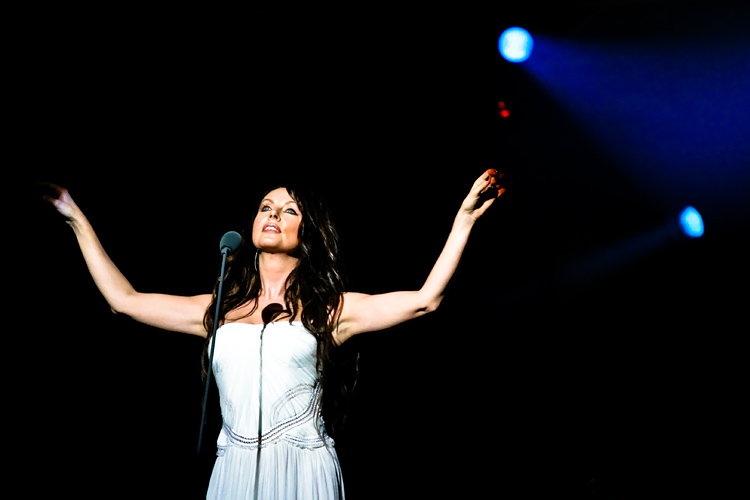
2007-ben Sanghajban

Sarah szólókarrierje igazán a '90-es években indult el, amikor találkozott új menedzserével és barátjával, Frank Petersonnal. Peterson korábban például Michael Cretu világhírű projektje, az Enigma munkájában vett részt, s a formáció zenei világa inspirálóan hatott Sarah szólóénekesnői pályájára is. Együttműködésük első állomása a Dive (1993) című album volt, mely a víz témáját dolgozta fel. Ezt követte a Fly (1995) című nagylemez, melynek egyik szerzeménye, az A Question Of Honour világsláger lett részben annak köszönhetően, hogy az akkori bokszvilágbajnokságon Henri Maske és Graciano Rocchigiani nagy érdeklődéssel várt mérkőzésének felvezető zenéje volt. 
A következő évben Maske búcsúmeccsén hangzott el a '90-es évek talán legnépszerűbb és legszebb duettje, a Time To Say Goodbye, melyet Sarah a világhírű tenor, Andrea Bocelli társaságában énekelt. A felvétel óriási sikernek bizonyult, a dalt tartalmazó kislemezből csak Németországban több mint hárommilliót adtak el, beírta magát a rekordok könyvébe. Az énekesnő szólókarrierje töretlenül ívelt felfelé: a Timeless (1997), az Eden (1998) és a La Luna (2000) című lemezei ugyancsak világsikert arattak. Az Eden és a La Luna albumokat is népszerűsítette turnékkal, főként az Egyesült Államokban. A 2001-ben megjelent Classics című CD-je egy válogatás korábban megjelent klasszikus dalokból, illetve új felvételekből. (Ez a kiadvány sajnos nem jelent meg Európában, így Magyarországon kizárólag importból vagy az interneten rendelhető meg.). A Harem (2003) című CD-jén a Közel-Kelet zenéjét a pop, az opera és a dance műfajjal vegyítette egyedülálló módon. A Harem és a Free című számokból rádiós és club mixek is készültek. A Harem remixelt változata az USA klubjainak játszási listái élére került.
2004-ben az világ körüli turnéra indult. 2004. szeptember 8-án hazánkban is fellépett a Papp László Budapest Sportarénában. A Harem Világturnét (The Harem World Tour) Las Vegasban rögzítették, anyagát dupla DVD és CD formájában is kiadták. 2006 őszén megjelent a Diva: The Video Collection DVD, mely egy válogatás az énekesnő videoklipjeiből. A 80-as évektől egészen 2003-ig bezárólag csaknem az összes videó fellelhető rajta. Ezzel együtt kiadták a Diva: The Singles Collection válogatás CD-t. Sajnos ez a két kiadvány Európában nem érhető el a boltokban, csak importból szerezhető be. A Diva kiadványokkal egyidőben az európai piacra kiadták a Classics: The Best of című válogatás albumot. A borító grafikája megegyezik a 2001-ben kiadott Classics-éval, a számok között minimális az átfedés, az új kiadás nem tartalmaz új felvételt. 2007 júliusában az I Will Be With You (Where The Lost Ones Go) című felvételét, melyet Chris Thompsonnal énekelt duettben a 2007 júliusában Japánban megjelenő Pokémon rajzfilm betétdalának választották. Chris Thompsonnal 1995-ben is énekelt már duettet az énekesnő. Az új dal digitálisan letölthető kislemezként világszerte elérhető, maxi CD formájában csak Japánban kapható. 2007 augusztusában a Nemzetközi Atlétikai Bajnokság oszakai megnyitóján előadta Running című dalát, mely egyben az esemény hivatalos dala is lett. A szerzemény Holst Jupiter szimfóniáján alapszik. A szám digitálisan letölthető kislemezként is megjelent. Sarah a Nemzetközi Atlétikai Bizottság által életre hívott Zöld Projektjének nagykövete is volt.
2007 szeptemberében jelentették be, hogy Sarah Brightman és Fernando Lima duettje a Pasión lett az azonos című mexikói telenovella főcímdala. 2007 őszén kezdődött a Repo! The Genetic Opera forgatása, mely az énekesnő első filmes szerepe. A filmet Darren Lynn Bousman rendezte, akinek a nevéhez többek között a Fűrész című horror sorozat is fűződik. Műfaját tekintve a horror, a musical és az opera vegyítése. Sarah olyan sztárokkal játszik benne együtt, mint Paul Sorvino, Alexa Vega, Anthony Head, vagy Paris Hilton. Néhány amerikai mozi 2008-ban kezdte el vetíteni, majd 2009-ben DVD-n is megjelent. 2008 elején, 5 éves várakozást követően megjelent az énekesnő következő stúdióalbuma Symphony címmel. Az új korongra klasszikus, popos, rockos és operás számok is kerültek. Az album gótikus rock hangvételű, de nem olyan erőteljesen, mint a korábbi tematikus albumoknál. Az CD anyagából 2008 januárjában a bécsi Stephansdomban egy koncertfelvétel is készült az amerikai PBS kábeltelevíziós hálózat számára. Ez egy ideig csak korlátozottan volt elérhető, de 2009 márciusában az egész világon megjelentették. 
2008 augusztusában Sarah-t kérték fel arra, énekelje el a Pekingi Olimpia hivatalos dalát a You and Me-t Liu Huannal duettben. A nyitóünnepséget több mint 4 milliárd ember látta szerte a világon. 2008 novemberében megjelent az énekesnő első karácsonyi albuma A Winter Symphony címmel. A kiadvány egy "normál" 12 számos CD, és egy "deluxe" 15 számos CD+DVD formájában is megjelent. Még ugyanebben a hónapban egy több mint 30 állomású turnéra indult az Egyesült Államokban és Mexikóban. A koncertsorozaton főként a Symphony, és az A Winter Symphony dalai hallhatók, de mellettük korábbi nagy sikerű számok is helyet kaptak. A turné 2009 tavaszán Ázsiában folytatódott. 2009 nyarán fog megjelenni az Amalfi című Japán film, amit Olaszországban forgattak és Sarah is szerepet kapott benne. A film betétdala a nagy sikerű Time To Say Goodbye szóló változata lesz.

## Ismertebb lemezei

### Kislemezek
- 1978 I Lost My Heart to a Starship Trooper
- 1979 The Adventures of the Love Crusader
- 1979 Love In A UFO
- 1981 My Boyfriend’s Back (a dalt eredetileg a The Angels vette fel 1963-ban)
- 1981 Not Having That!
- 1983 Him
- 1983 Rhythm of the Rain (a dalt eredetileg a The Cascades vette fel)
- 1987 Doretta’s Dream (a Szoba kilátással című film zenei témája)
- 1990 Anything But Lonely
- 1990 Something To Believe In
- 1992 Amigos Para Siempre
- 1993 Captain Nemo
- 1993 The Second Element
- 1995 A Question Of Honour
- 1995 Heaven Is Here
- 1995 How Can Heaven Love Me
- 1996 Time To Say Goodbye (duett Andrea Bocellivel)
- 1997 Just Show Me How To Love You
- 1997 Tu Quieres Volver
- 1997 Who Wants To Live Forever
- 1998 Eden
- 1998 There For Me
- 1999 Deliver Me
- 1999 So Many Things
- 1999 The Last Words You Said (csak Tajvanban)
- 2001 A Whiter Shade Of Pale / A Question Of Honour (limitált remix kislemez) (csak az USA-ban)
- 2003 Harem – Remixes (csak az USA-ban)
- 2003 What You Never Know / Tout Ce Que Je Sais (csak Kanadában)
- 2004 Free (csak digitális kislemezként)
- 2007 I Will Be With You (Where The Lost Ones Go) (Chris Thompsonnal) (csak Japánban)
- 2007 Running (csak digitális kislemezként)
- 2007 Pasión (Fernando Limával) (csak digitális kislemezként)

### Színházi előadások felvételei
- 1981 Cats
- 1983 Nightingale – Original London Cast
- 1985 Andrew Lloyd Webber's Requiem – Domingo, Brightman, English Chamber Orchestra (ECO), Lorin Maazel
- 1986 The Phantom of the Opera – Original London Cast
- 1987 Carousel – Studio Cast

### Nagylemezek
- 1988 The Trees They Grow So High (Early One Morning címmel is ismert)
- 1989 The Songs That Got Away
- 1990 As I Came of Age
- 1992 Sings the Songs of Andrew Lloyd Webber
- 1993 Dive
- 1995 Surrender
- 1995 Fly
- 1996 Fly (új kiadás + 1 számmal (Time To Say Goodbye))
- 1996 Timeless / Time To Say Goodbye
- 1997 The Andrew Lloyd Webber Collection
- 1998 Eden
- 1998 The Trees They Grow So High (új kiadás)
- 2000 La Luna (első kiadás, 12+1 szám, csak Európában)
- 2001 La Luna (második kiadás, 15+1 szám, mindenhol megjelent)
- 2000 Fly II (korlátozott példányszámban)
- 2001 The Very Best of 1990–2000
- 2001 Classics (Európán kívül mindenhol megjelent)
- 2002 Encore
- 2003 Harem
- 2003 The Harem Tour (Limited Edition) (korlátozott példányszámban)
- 2004 The Harem World Tour – Live From Las Vegas (CD és dupla DVD formában)
- 2005 Love Changes Everything: The Andrew Lloyd Webber Collection, Volume 2
- 2006 Diva: The Singles Collection (CD) és Diva: The Video Collection (DVD) (Európán kívül mindenhol megjelent)
- 2006 Classics – The Best Of (csak Európában)
- 2008 Symphony
- 2008 A Winter Symphony
- 2008 A Winter Symphony (Deluxe CD+DVD Edition) (3 bónusz track + extra DVD)
- 2009 Symphony: Live in Vienna (a CD+DVD kiadás bónuszként a "Vide Cor Meum" c. stúdiófelvételt is tartalmazza)